# 瓜波雷大鱗脂鯉
瓜波雷大鱗脂鯉，為輻鰭魚綱脂鯉目脂鯉亞目脂鯉科的其中一個種，為熱帶淡水魚，分布於南美洲巴西马代拉河、玻利維亞瓜波雷河及秘魯馬德雷德迪奧斯河流域，棲息底中層水域，生活習性不明。

## 扩展阅读
- 維基物種上的相關：瓜波雷大鱗脂鯉